# Benek Sar
Benek Sar är en ort i Iran.   Den ligger i provinsen Gilan, i den norra delen av landet, 180 km nordväst om huvudstaden Teheran. Benek Sar ligger 82 meter över havet och antalet invånare är 194.
Terrängen runt Benek Sar är varierad.Runt Benek Sar är det ganska tätbefolkat, med 134 invånare per kvadratkilometer. Närmaste större samhälle är Rūdsar, 14,6 km norr om Benek Sar. I omgivningarna runt Benek Sar växer i huvudsak blandskog.